# Oksa Pollock

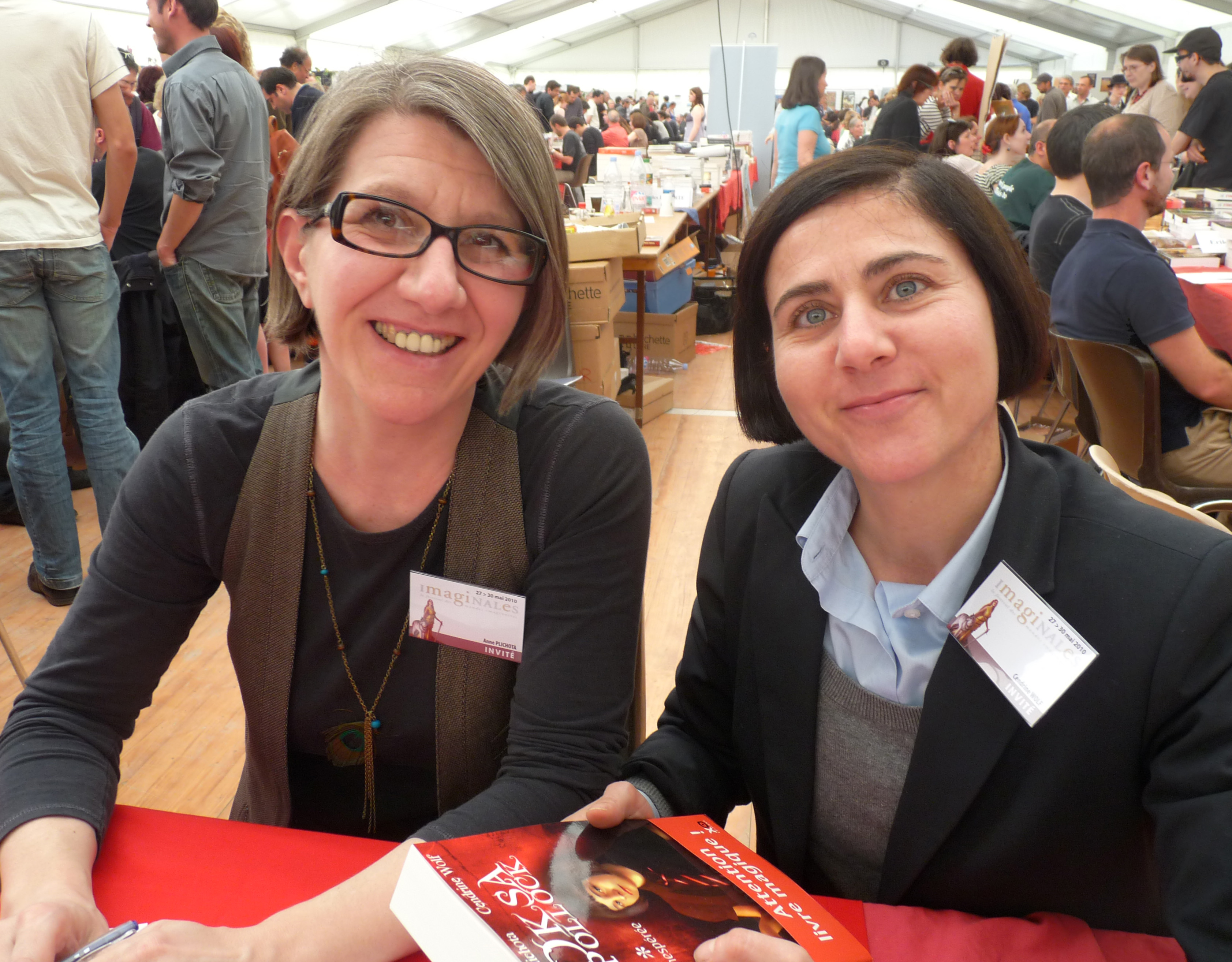
Anne Plichota (links) und Cendrine Wolf (2010)

Oksa Pollock ist die Hauptperson einer Fantasy-Jugendbuchreihe, die von den beiden französischen Autorinnen Anne Plichota und Cendrine Wolf verfasst wird. Die Romane lösten in Frankreich eine „Pollockmania“ aus. Die Reihe ist auf sechs Bände angelegt, von denen 2010 zwei und 2011 einer in Frankreich erschienen sind. In Deutschland wurde der erste Band 2011 unter dem Titel Oksa Pollock. Die Unverhoffte veröffentlicht. Der zweite Band folgte im Sommer 2011 unter dem Titel Oksa Pollock. Die Entschwundenen, der dritte Band im Februar 2012 unter dem Titel Oksa Pollock. Der Treubrüchige. Band 1 bis 3 wurden auch als Hörbuch veröffentlicht.
Übersetzt wurde die Reihe von Bettina Bach und Lisa-Maria Rust. Die Covergestaltung der deutschen Ausgabe stammt von Anike Hage und Jonas Schenk.
Oksa Pollock ist eine 13-jährige Französin. Ihren Namen Oksa trägt sie nach dem Vornamen von Plichotas polnischer Tante Oksana.

## Geschichte
Die beiden Autorinnen veröffentlichten den ersten Roman der Reihe im Selbstverlag. Der französische Verlag Gallimard, der in Frankreich die Harry-Potter-Romane von Joanne K. Rowling herausgibt, hatte die Veröffentlichung 2007 abgelehnt. Die Autorinnen vertrieben das Buch zunächst über Buchhandlungen und richteten eine Website ein. 14.000 Exemplare verkauften sie, indem sie die Bücher selbst verschickten. Schließlich nahm die Handelskette Fnac die Bücher in ihr Sortiment auf.
Große Aufmerksamkeit erhielten die Autorinnen 2007 während der Buchmesse in Colmar, bei der junge Leser Schlange standen. Folgende Buchmessen besuchten Plichota und Wolf nicht mehr, was bei einem 14-jährigen Anhänger namens Achille Befürchtungen auslöste, sie gäben das Schreiben auf. In dem Brief «aux personnes importantes» (deutsch: „An wichtige Personen“) forderte er am 14. Oktober 2009 im Weblog der Wochenzeitung Le Nouvel Observateur, den „Pollockmaniacs“ zu helfen, viele Fans seien frustriert.
2010 und 2011 wurden die ersten drei Romane von dem Pariser Verlag XO Éditions herausgebracht. Die Startauflage des ersten Romans hatte 50.000 Exemplare. Die Lizenz wurde inzwischen in 22 Länder verkauft; die drei ersten Bände erreichten eine Auflage von 100.000 Exemplaren. Mit ihren Romanen kamen die Autorinnen in die französischen Bestsellerlisten. Die Verfilmung ist geplant.

## Inhalt

### Die Unverhoffte (erster Band)
Die 13 Jahre alte Oksa Pollock zieht mit ihrer Familie aus Paris nach London, wo ihr Vater ein Restaurant eröffnen will. Dort besucht sie das College St. Proximus, eine französischsprachige Schule. Auch ihr Freund Gus Bellanger und dessen Eltern sind nach London gezogen; Oksa und Gustave gehen in dieselbe achte Klasse, die den Namen Wasserstoff trägt.
Oksa entdeckt, dass sie zaubern kann, als ihre Puppe in Flammen aufgeht. Ihre Zauberkräfte muss sie jedoch geheim halten. Ihre Familie war das Herrschergeschlecht der verschwundenen Welt Edefia, und es ist Oksas Aufgabe, die Familie dorthin zurückzubringen. Unterstützt wird sie von ihrer Großmutter Dragomira, die von Geschöpfen wie den Plemplems, den Getorixen oder der kälteempfindlichen Sensibylle umgeben ist.
Oksas Gegenspieler ist ihr Klassenlehrer McGraw. Oksa und Gus vermuten, dass er für die CIA arbeitet, nachdem sie eine sonderbare Namensliste aus seinem Besitz entdeckt haben. Oksa findet erst nach und nach heraus, dass sich hinter ihm Orthon verbirgt, dessen Vater Ocious ebenfalls aus Edefia stammte.
In den Ferien in Wales lehrt sie der Bruder ihrer Großmutter, der Dirigent Leomido Fortensky, ihre außergewöhnlichen Fertigkeiten zu verbessern. Oksa neigt zum Übermut und bekommt deswegen den Ringelpupo, der sie vor Unvorsichtigkeiten gewahren soll, indem er an ihrem Handgelenk pulsiert. Oksa lernt zu fliegen und andere Fertigkeiten, die sie für ihre Aufgabe und zum eigenen Schutz braucht.
Zum Höhepunkt kommt es, als sich McGraw in Oksas Großmutter verwandelt, die er gefangen genommen hat. Oksa steht beiden gegenüber, findet jedoch heraus, wer ihre Großmutter Dragomira und wer McGraw ist. Dabei hilft ihr der Freund Gustave. Abakum, Dragomiras Pate, vernichtet McGraw vermeintlich mit Hilfe seines Granuk-Spucks, wodurch McGraw, der Treubrüchige, förmlich explodiert. Doch in einem Fläschchen sammelt dessen Sohn Mortimer McGraw die Partikel eines schwarzen Lochs, in das sich sein Vater verwandelt hatte.

### Die Entschwundenen (zweiter Band)
Am Ende des letzten Tages vor den Sommerferien muss Oksa noch kurz auf die Toilette und gibt ihrem Freund Gus ihre Tasche mit magischen Utensilien. Als sie nach einer halben Stunde nicht wieder zurück ist, will Gus sie suchen. Als er am Chemiesaal vorbeigeht, hört er eine weibliche Stimme die ihn ruft. Er folgt der Stimme und berührt das Gemälde einer Frau. Gus wird mit Oksas Tasche eingesogen und findet sich in dem Gemälde wieder.
Oksa und Pierre, Gus’ Vater, finden Gus’ Handy, auf dem ein Foto der Frau im Gemälde ist, und folgern daraus, dass Gus in dem Gemälde ist. Zur Rettung von Gus lassen sich Oksa, ihr Vater Pavel, ihr Großonkel Leomido, der Pate und Beschützer ihrer Großmutter Abakum, Tugdual, der Enkel von zwei Freunden Dragomiras und einige magische Geschöpfe, u. a. die Plempline, die Dienerin Dragomiras eingemälden.
Sie finden sich in einem unheimlichen Wald wieder, den sie durchqueren und dann auch auf Gus und Reminiszenz, die Großmutter von Oksas Großcousine Zoe und Geliebte Leomidos, treffen.
Weil Dagomira und andere Rette-sich-wer-kann dableiben, um auf das Gemälde aufzupassen, stellt sich heraus, dass Mercedica eine der Rette-sich-wer-kann eine Treuebrüchige ist und das Gemälde klauen will. So versteckt Dragomira das Gemälde bei Merlin, einem Schulfreund von Oksa und Gus, der über ihre Herkunft Bescheid weiß.
Sie schaffen es, sich aus dem Gemälde wieder zu retten, allerdings sterben dabei Leomido und die Plempline. Zu Hause im Bigtoe Square stellen die Retter schockiert fest, dass Marie, Oksas Mutter entführt wurde.
Den Schluss des Buches bildet ein sintflutartiger Regen, bei dem die Familie aus London flieht.

### Der Treubrüchige (dritter Band)
Die Rette-sich-wer-kann fliehen zu dem Haus von Leomido, dort bleiben sie aber nicht lange, da sie Marie von den Treubrüchigen zurückholen müssen, aber auch ein Gegengift für Gus brauchen, das nur die Treubrüchigen haben. Zu dieser Insel gelangen sie mit einem Schiff. Bei den Treubrüchigen befinden sich Mercedica mit ihrer Familie, Orthon mit seinen Söhnen Gregor und Mortimer und andere Treubrüchige, mit denen die Rette-sich-wer-kann ihre Kräfte bündeln müssen, um nach Edefia zu gelangen. Gus muss, um zu überleben, sich in einen Mauerwandler verwandeln. Weil er Oksa beißt, muss sie sich ebenfalls in eine Mauerwandlerin verwandeln. Dabei werden sie 2–3 Jahre älter. Nachdem Reminiszenz Mercedica getötet hat, da diese Reminiszenz' Sohn und seine Frau getötet hat, geht die Fahrt zum Tor Edefias los. Gus, Marie und weitere von Da-Draußen können nicht mit nach Edefia und Dragomira stirbt, sobald die Rette-sich-wer-kann in Edefia ankommen, und wird eine Alterslose Fee. Dann gelangen die beiden Parteien, die Rette-sich-wer-kann und die Treubrüchigen, zu Ocious, wo Orthon erfährt, dass er noch einen Halbbruder names Andreas hat. Damit Oksa sich in eine Mauerwandlerin verwandeln kann, braucht Ocious die Liebe eines Jugendlichen. Orthon zeigt auf Tugdual, doch Zoé opfert sich und wirft Tugdual lauter schlimme Dinge an den Kopf, wie zum Beispiel, dass er Oksa gar nicht liebt und nur an ihrer Macht interessiert ist. Da flieht Tugdual und kommt nicht wieder zurück. Das Buch endet damit, dass Oksa für die Singende Quelle ausgelost wird und dort Dragomiras Seele sieht, die ihr einen Träumflug zeigt.

### Die Unbeugsamen (vierter Band)
Oksa wird die neue Huldvolle von Edefia und muss mit Hilfe ihrer geliebten, verstorbenen Großmutter und der von den alterslosen Feen die Herzen der beiden Welten massieren und damit das Gleichgewicht wiederherstellen.
Doch damit ist Edefia noch lange nicht gerettet, denn Ocioius und seine Anhänger versuchen Oksa dazu zu bringen, ihnen das Tor nach Da-Draußen zu öffnen.
Deshalb muss Oksa nach Baumkroning fliehen, wo sie wieder mit ihren Liebsten vereint wird. Auch mit Tugdual, der Oksa total verwirrt. Denn einerseits genießt sie die Nähe zu ihm, doch andererseits ist er unglaublich rätselhaft.
Dazu kommt, dass Oksa ihre Mutter und Gus schmerzlich vermisst, die im Da-Draußen bleiben mussten und noch dazu todkrank sind.
Orthon tötet seinen Vater, der ihn immer abgelehnt hat und versucht nun alleine die Macht an sich zu reißen. In einer großen Schlacht können Oksa und ihre Freunde die Goldene-Mitte zurückerobern, doch dabei sterben Tugduals Mutter und Camaron, den Orthon in sich verwandelt hat, damit er sich in Camaron verwandeln kann, um ins Da-draußen zu gelangen. Sie können mit Hilfe der Sensibyllen, die allen ins Herz sehen können, prüfen, wer ein reines Herz hat, und somit Freunde sind. Doch sie zögern bei Tugdual, was Oksa misstrauisch macht. Ihr Misstrauen verstärkt sich, als sie ein heimliches Treffen von Tugdual und Orthons Sohn Mortimer beobachtet.
Doch ihre Sorge wegen Mortimer legt sich, als dieser Oksa die „Tochalis“, die einzige Pflanze, die Oksa kranke Mutter heilen kann, aus einem Teil von Edefia mitbringt, der sich das Unzugängliche nennt und sich ihnen anschließt, womit er sich von seinem Vater lossagt. Doch ihr geliebter Tugdual wird von Orthon manipuliert und hat keine eigene Meinung mehr, woraufhin er sich von den Rette-Sich-Wer-Kann abwendet und Oksa damit das Herz bricht. Gleichzeitig erfährt sie, dass Tugdual Orthons Sohn ist. Orhan hat sich in Tugduals Vater verwandelt und mit seiner Mutter, Helena, Tugdual gezeugt. Helena wusste es nie.
Das Buch endet damit, dass die Rette-sich-wer-kann mit einem Huldvollen Herzen, Oksa, Pavel, Zoe, Mortimer, Galina (Leomidos Tochter), der Plemplem, Cameron Söhne und Galinas Töchter, durch das Tor ins Da-Draußen gelangt, einschließlich Abakum. Doch Orthorn, der sich als Cameron, Leomidos Sohn, getarnt hat, schmuggelt seine beiden Söhne Tugdual und Gregor mit durch das Tor.

### Die Entzweiten (fünfter Band)
Orthon will die Weltherrschaft an sich reißen. Er befreit Häftlinge, die sich mit Techniken auskennen, und kauft fast alle Lebensmittel der Welt auf. Das dazu nötige Geld besitzt er, da er seltene Diamanten aus Edefia verkauft hat.
Orthon begeht aber einen Fehler, in dem er einen jungen Hacker fragt, ob er für ihn arbeiten will. Der Hacker verrät Oksa, dass sich Orthon auf einer Ölbohrinsel aufhält. Oksa fliegt mit ihrem Freund Gus, dem sie immer näher kommt, dorthin. Sie erfährt, dass Orthon große Mengen an Uran lagert und damit eine Rakete bauen lässt, welche den Mutterstern, den Schützer Edefias, zerstören und damit auch Oksa töten soll.
Plötzlich taucht Tugdual als Sänger der Band New Hope auf, wessen neues Musikvideo sich schneller verbreitet als ein Lauffeuer. Mit Hilfe von Niall, dem besten Hacker der Welt, finden sie heraus, dass das Video unterschwellige Botschaften beinhaltet, welche den Zuschauer ohne sein Wissens dazu bringt, Orthon zu lieben und als Held zu feiern.
Auf einem Konzert von New Hope bei den Niagarafällen begeht Orthon dann ein schreckliches Verbrechen: Er tötet hunderte Jugendliche. Oksa und ihre Freunde konnten ungefähr 600 Jugendliche davor retten.
Das Buch endet damit, dass Fergus Ant, der Vize-Präsident der USA und Verbündeter Orthons, den Platz des Präsidenten einnimmt, in dem Orthon diesen tötet.

### Der Gnadenlose (sechster Band)
Der sechste Band trägt den Titel „Oksa Pollock. Der Gnadenlose“ und erschien im August 2014.
Orthon setzt alles daran, das magische Land Edefia zu zerstören und die Welt unter seine Herrschaft zu bringen. Oksa und ihren Verbündeten bleibt nicht viel Zeit, ihn zu stoppen und Tugdual, der auf die Seite Othons gewechselt ist, wieder zu sich zurückzuziehen. Oksa und die anderen Rette-sich-wer-kann bekommen eine Einladung von Orthon, ein Riesenspektakel mitzuerleben. Sie nehmen diese Einladung an und sehen dabei, wie Orthon mit einer Rakete fast den Mutter-Stern, damit auch Oksa, zerstört. Nach einem langen Kampf gelingt es ihnen, die Fernbedienung, mit der man es steuern kann, zu zerstören. Orthon entführt seine Nichte Zoé, seinen Sohn Mortimer und Tugdual, denen er eine Spritze verabreicht. Durch diese Spritze werden sie zu Durchscheinenden, die Edefia von innen zerstören sollen.
Das Buch endet damit, dass Tugdual, Mortimer, Zoé Babera, die Mutter von Mortimer und Abakum, der Beschützer von den Rette-sich-wer-kann beschließen, im da-Draußen zu bleiben, um Edefia nicht zu zerstören. Oksa brechen sie damit das Herz, aber sie ändern ihre Meinung nicht. Oksa, GUS und ihre Eltern werden glücklich empfangen und leben von da an in Edefia.

## Kritiken
Auf der Website des NDR heißt es zum ersten in Deutschland erschienenen Roman Die Unverhoffte: „Die Fabelwesen begeistern die Zielgruppe – zehn- bis zwölfjährige Mädchen. Ein All-Age-Erfolg wie Harry Potter allerdings wird Oksa Pollock kaum werden. Dafür ist es literarisch nicht ausgereift genug und insgesamt ein bisschen zu verspielt.“ Auf der Seite von NDR Info äußerten sich auch junge Leserinnen wie die achtjährige Johanna: „Ich finde ‚Oksa Pollock‘ gut und auch sehr spannend. Nur manche Wörter sind kompliziert, die verstehe ich nicht so ganz. Aber da ich das Buch zusammen mit meiner Mama lese, klappt es sehr gut.“
Die Badische Zeitung urteilte: „Die höchst erfolgreiche junge Heldin aus Frankreich muss sich ganz und gar nicht verstecken. Nur weil es den zaubernden Internatsschüler Harry Potter vor ihr gegeben hat, ist Oksa Pollock keine halbherzige oder gar kalkulierte Nachahmung.“
Solveig Bach schrieb auf der Seite des Fernsehsenders n-tv: „Um Oksa herum entwickelt sich eine gute Geschichte mit vielen Figuren, bei denen man manchmal allerdings in Gefahr gerät, zwischen Plemplems und Granuck-Spuck ein wenig den Überblick zu verlieren.  Das alles ist humorvoll geschrieben, wobei die Sprache manchmal etwas zu schlicht bleibt. […] Aber der erste Band der Oksa-Reihe liest sich unterhaltsam, vor allem für Leser von 10 bis 12 – und hat seine Fans ja auch schon gefunden.“

## Ausgaben (Auswahl)
In französischer Sprache
- L'Inespérée. XO Éditions, Paris 2010, ISBN 978-2-84563-460-2
- La Forêt des Egarés. XO Éditions, Paris 2010, ISBN 978-2-84563-462-6
- Le Cœur des deux mondes. XO Éditions, Paris 2011, ISBN 978-2-84563-463-3
- Les liens maudits. XO Éditions, Paris 2012, ISBN 978-2-84563-507-4
- Le règne des Félons. XO Éditions, Paris 2012, ISBN 978-2-84563-508-1
- La dernière étoile. XO Éditions, Paris 2013, ISBN 978-2-84563-643-9

In deutscher Übersetzung
- Oksa Pollock. Die Unverhoffte. Oetinger, Hamburg 2011, ISBN 978-3-7891-4502-5
- Oksa Pollock. Die Entschwundenen. Oetinger, Hamburg 2011, ISBN 978-3-7891-4503-2
- Oksa Pollock. Der Treubrüchige. Oetinger, Hamburg 2012, ISBN 978-3-8373-0565-4
- Oksa Pollock. Die Unbeugsamen. Oetinger, Hamburg 2012, ISBN 978-3-7891-4505-6
- Oksa Pollock. Die Entzweiten. Oetinger, Hamburg 2013, ISBN 978-3-7891-4508-7
- Oksa Pollock. Der Gnadenlose. Oetinger, Hamburg 2014, ISBN 978-3-7891-4509-4

Tonträger (CD)
- Oksa Pollock. Die Unverhoffte. Oetinger Media, Hamburg 2011, ISBN 978-3-8373-0558-6
- Oksa Pollock. Die Entschwundenen. Oetinger Media, Hamburg 2011, ISBN 978-3-8373-0564-7
- Oksa Pollock. Der Treubrüchige. Oetinger Media, Hamburg 2012, ISBN 978-3-7891-4504-9